# Landtagswahl in Tirol 1945
- SPÖ: 10
- ÖVP: 26

Die Landtagswahl in Tirol 1945 fand am 25. November 1945 statt und war die erste Landtagswahl in Tirol nach dem Zweiten Weltkrieg. Die Österreichische Volkspartei (ÖVP) konnte bei der Wahl mehr als zwei Drittel der Stimmen für sich verbuchen und erhielt 26 der 36 Mandate. Die Sozialistische Partei Österreichs (SPÖ) erreichte 10 Mandate, während die Kommunistische Partei Österreichs (KPÖ) als dritte kandidierende Partei den Einzug in den Landtag verfehlte.
1945 waren 178.109 Menschen bei der Landtagswahl stimmberechtigt. Die Wahlbeteiligung bei lag 87,89 %.

## Gesamtergebnis
|                                         | Ergebnisse 1945 | Ergebnisse 1945 | Ergebnisse 1945 |
| --------------------------------------- | --------------- | --------------- | --------------- |
| Wahlberechtigte                         | 178.109         | 178.109         | 178.109         |
| Wahlbeteiligung                         | 87,89 %         | 87,89 %         | 87,89 %         |
|                                         | Stimmen         | %               | Mand.           |
| Abgegebene Stimmen                      | 156.535         |                 |                 |
| Ungültig                                | 3.377           | 2,16 %          |                 |
| Gültig                                  | 153.158         | 97,84 %         |                 |
| Partei                                  |                 |                 |                 |
| Österreichische Volkspartei (ÖVP)       | 106.955         | 69,83 %         | 26              |
| Sozialistische Partei Österreichs (SPÖ) | 42.863          | 27,99 %         | 10              |
| Kommunistische Partei Österreichs (KPÖ) | 3.340           | 2,18 %          | 0               |
| Gesamt                                  | 153.158         | 100,00 %        | 36              |